# 安原義人
安原 義人（やすはら よしと、1949年11月17日 - ）は、日本の俳優、声優。兵庫県相生市出身。テアトル・エコー所属。妻は女優・声優の木村有里。

## 来歴
役者を目指した理由は本人曰く「勉強が嫌いだったから」。幼い頃から勉強そっちのけで、テレビ、映画ばかり見て、漠然と俳優に憧れていたという。どうしたら俳優になれるか考えて、映画出演者に劇団出身者が多かったことから「劇団に入らないといけない」と単純な結論に辿り着いたこと、映画『飢餓海峡』での三國連太郎の演技に感銘を受けたことなどから、東洋大学附属姫路高等学校卒業後に上京し劇団青俳の養成所で1年学ぶ。1年後に正所属となるところだったが、テアトル・エコーの公演『日本人のへそ』を見たことで、1969年4月に同劇団に入団した。テアトル・エコーに入った理由として安原は『日本人のへそ』に出演していた二見忠男の顔に感激したと述べている。
初舞台は『表裏源内蛙合戦』。『11ぴきのねこ』『珍訳聖書』などの舞台を踏み、1976年の『みにくいあひるのこ』のマジス役が初主演舞台。テアトル・エコーが声の仕事に積極的なことから、1970年の海外ドラマ『ディックス先生、こんにちは』（『黒人教師ディックス』）の番組レギュラーで声優デビュー。その後、アニメのアフレコも手掛けるようになる。
1987年には、刑事ドラマ『ジャングル』に刑事役として顔出しでレギュラー出演した。

## 人物・特色
吹き替えではミッキー・ロークをはじめ、ケヴィン・ベーコンやゲイリー・オールドマン、ボブ・オデンカーク、ビル・マーレイ、リチャード・ギア、ティム・ロス、ビル・プルマン、カート・ラッセル、ティム・ロビンスら多くの俳優を担当。過去にはメル・ギブソンやロビン・ウィリアムズ、ダニエル・スターン、ウディ・ハレルソン、ショーン・ペンなども多く担当していた。
飄々とした演技を得意としており、役柄としては二枚目半、クールな役や軽薄な悪役、インテリな学者の役まで様々なものをこなす。安原自身は「来たものは拒まず」という姿勢のため役柄にこだわりはないと語る一方で、好青年などの二枚目よりは「癖のある役」が好みであると語っている。
演技に関しては「基本的に役作りをしないタイプ」だといい、「自分の中にないものは表現できないから、自分の中にあるものと演じる役との共通点を自分の中で探すんです」と語っている。声優としては、外出先で必ずうがいをするなど喉のケアを大切にしていることをインタビューで明かし、演技も「自分の音にない幅を出したら喉は潰れてしまいます。『潰しちゃうと終わり』という考え方なんです。だから、普段使っている音で表現する。まったく（自分に）ない音は使えないです」と語っている。
テアトル・エコーでは先輩である山田康雄に師事。「山田に傾倒する役者」と評されることもあったことから、山田の没後は舞台での持ち役を受け継ぎ、ゲーム『モンティ・パイソンのHOLY GRAIL』と映画『人生狂騒曲』の吹き替えでは山田の持ち役だったグレアム・チャップマンの代役も務めた。
テレビドラマ『名探偵ポワロ』シリーズでは、富山敬の後任としてアーサー・ヘイスティングス大尉役（ヒュー・フレイザー）を引き継ぎ、「エッジウェア卿の死」から最終シリーズ（最後の出演エピソードは「カーテン」）まで担当した。ヘイスティングス役に就任する前はシリーズ第1話「コックを捜せ」にシンプソン役、第42話「ポワロのクリスマス」にアルフレッド・リー役で出演している。
テレビドラマでも活動しており、「ジャングル」シリーズの八坂署・明石刑事役や、『熱中時代』の怪しげな英語交じりの日本語を話す喫茶店マスター等を演じている。『熱中時代』出演当時の記事の中で「今までは（自身が出演した）アニメを見た子供からのファンレターが多かったですが、『熱中時代』に出演してから女性からのファンレターをもらうようになって戸惑っています」と述べている。
『白いドレスの女』で初めて担当して以降、現在に至るまで専属（フィックス）に近い形で長年に渡り吹き替えを務めているミッキー・ロークに関しては『エクスペンダブルズ』で久々に担当した際には「汚いおじさん（笑）になってきていて、私に近づいてきたなぁと思って、そういう意味ではやりやすかったです（笑）」と語っている。
『マッドマックス』シリーズのメル・ギブソン演ずるマックス・ロカタンスキー役は第1作のテレビ版のみ担当していたが、BD化された際に続編シリーズも安原による新録版が制作・収録された。
2015年、『ザ・ラストシップ』の記者会見でバツイチ（木村有里とは再婚）であることを明かした。
特技は関西弁。

## 出演
太字はメインキャラクター。

### テレビアニメ
1971年
- 原始少年リュウ

1972年
- 科学忍者隊ガッチャマン（イリヤ 他）

1973年
- エースをねらえ!（1973年 - 1974年）
- 荒野の少年イサム
- 侍ジャイアンツ
- 新造人間キャシャーン（ロメロ）
- ど根性ガエル（1973年 - 1974年）
- ワンサくん（クロベエの飼主）

1974年
- 宇宙戦艦ヤマト（1974年 - 1975年、ヤレタラ、太田健二郎、相原の父）
- 空手バカ一代
- 昆虫物語 新みなしごハッチ
- 柔道讃歌
- てんとう虫の歌（一週火児）

1975年
- タイムボカン（猿飛佐助）
- はじめ人間ギャートルズ
- 勇者ライディーン（ウルフ）
- ラ・セーヌの星（ラブレ、ルイ 他）

1976年
- ゴワッパー5 ゴーダム（津波豪）
- ドカベン（1977年 - 1979年、坂田、微笑三太郎、チンピラA、教頭、応援団長）
- ブロッカー軍団IVマシーンブラスター（飛鳥天平）

1977年
- 一発貫太くん（番長）
- 元祖天才バカボン
- まんが偉人物語
- ヤッターマン（ルドルフ、明民）
- 若草のシャルロット（サンディ）

1978年
- 家なき子
- 宇宙戦艦ヤマト2（1978年 - 1979年、太田健二郎）
- 銀河鉄道999（1978年 - 1981年、青年、影男）
- 新・巨人の星
- 大雪山の勇者 牙王（ヨシト）
- はいからさんが通る（鬼島森吾）
- ペリーヌ物語（伯爵）
- 新・エースをねらえ!（エディ）
- 未来少年コナン
- 無敵鋼人ダイターン3（ラッド）
- 野球狂の詩（千藤、捕手）

1979年
- 宇宙戦艦ヤマト 新たなる旅立ち（太田健二郎）
- 怪盗ルパン813の謎（ジャック刑事）
- 科学忍者隊ガッチャマンII（ホセ）
- ザ☆ウルトラマン（木下）
- シートン動物記 りすのバナー（山あらし）
- 新・巨人の星II（難波爽）
- ゼンダマン（浦島、超徳太子、ジャン、クリスチャン）
- 闘士ゴーディアン（ダイゴ大滝）
- 巴里のイザベル（ジュール）
- ベルサイユのばら（1979年 - 1980年）
- 未来ロボ ダルタニアス（1979年 - 1980年、柊弾児）
- ルパン三世 (TV第2シリーズ)（1979年 - 1980年）

1980年
- 宇宙大帝ゴッドシグマ（1980年 - 1981年、ジュリィ野口）
- 伝説巨神イデオン（コルボック）
- とんでも戦士ムテキング（キャスターマン、お祭りマン）
- ニルスのふしぎな旅（1980年 - 1981年、モルテン）
- ムーの白鯨（ナレーター）

1981年
- 最強ロボ ダイオージャ（ピザロ）
- 忍者ハットリくん

1982年
- おはよう!スパンク
- 怪物くん（小判鮫のジョージ）
- 科学救助隊テクノボイジャー（アンドレ）
- 銀河旋風ブライガー（おしゃべりニック）
- ゲームセンターあらし（銀八先生）
- The・かぼちゃワイン（俊介）
- じゃりン子チエ（瓢六）
- ときめきトゥナイト（江藤モーリ）
- ドラえもん（テレビ朝日版第1期）（ジャイアンのいとこ）
- トンデラハウスの大冒険（待夢時男）
- パタリロ!
- まいっちんぐマチコ先生
- 魔法のプリンセス ミンキーモモ（マイル、ジョニー）
- 六神合体ゴッドマーズ（マチル）

1983年
- キャッツ♥アイ（1983年 - 1985年、内海俊夫） - 2シリーズ
- 銀河疾風サスライガー（1983年 - 1984年、ナレーション）
- スペースコブラ
- さすがの猿飛（ジョージ）
- 特装機兵ドルバック（マルセル）
- パーマン（テレビ朝日版）（バードマン 他）
- みゆき（易者）

1984年
- 魔法の天使クリィミーマミ（0010、山根）

1985年
- うる星やつら
- ダーティペア（シドニー）
- ハイスクール!奇面組（1985年 - 1987年、石砂拓真）
- ルパン三世 PARTIII
- ミームいろいろ夢の旅

1986年
- オズの魔法使い（1986年 - 1987年、かかし）
- ゲゲゲの鬼太郎（第3作）（ニセねずみ）
- 青春アニメ全集（坊っちゃん）
- 北斗の拳（ジュウザ）
- 魔法のアイドルパステルユーミ（花園一郎）
- メイプルタウン物語（パフ）

1987年
- オバケのQ太郎（ヒョーロクさん 他）

1992年
- お〜い!竜馬（吉田松陰）

1996年
- きこちゃんすまいる（怪盗ラパン）
- るろうに剣心 -明治剣客浪漫譚-（四乃森蒼紫）

1997年
- 白鯨伝説（ホワイトハット）

1998年
- DTエイトロン（Dr.ジェネシス）

2000年
- ワイルドアームズ トワイライトヴェノム（ヴァレリア）

2001年
- パラッパラッパー（カエル先生）

2002年
- ぷちぷり*ユーシィ（妖精王）

2003年
- 京極夏彦 巷説百物語（弥作）

2004年
- 銀河鉄道物語（大山敬）
- 金色のガッシュベル!!（ドロンマ）
- モンキーパンチ漫画活動大写真
- MONSTER（2004年 - 2005年、ヘッケル）

2005年
- ブラック・ジャック（諏訪道彦）

2008年
- ウルトラヴァイオレット コード044（バーク警部）

2013年
- 聖闘士星矢Ω（ケレリス）
- 遊☆戯☆王ZEXAL II（クラゲ先輩）
- ONE PIECE（ベガパンク〈初代〉）

2014年
- クレヨンしんちゃん（2014年 - 2024年、ソムリエ、小鯛仁）
- 東京ESP（鍋島警部）

2015年
- 怪盗ジョーカー シーズン2（フランク）

2016年
- エンドライド（ロドニー）

2017年
- 名探偵コナン（浅田公彦）
- ヘボット!（パチボット）
- リトルウィッチアカデミア（マネージャー）
- 異世界食堂（執事）

2018年
- おそ松さん（シャーザー）
- バキ（ジェフ）
- レイトン ミステリー探偵社 〜カトリーのナゾトキファイル〜（ドナルド・アルビーン）
- ゴールデンカムイ（2018年 - 2023年、門倉看守部長） - 3シリーズ
- FAIRY TAIL（2018年 - 2019年、オーガスト）

2019年
- BEM（本部長）
- ゾイドワイルド ZERO（2019年 - 2020年、ウォルター・ボーマン）

2020年
- GREAT PRETENDER（ジェームス・コールマン）
- Levius -レビウス-（レイモンド・ストラタス）

2021年
- それいけ!アンパンマン（2021年 - 2024年、ベンチさん）

2022年
- 殺し愛（捜査官、アーベル・ダンクワース）
- デリシャスパーティ♡プリキュア（2022年 - 2023年、ジンジャー）

2023年
- 帰還者の魔法は特別です（ウズル）
- SHY（イサーク）

2024年
- 烏は主を選ばない（朔王）

2025年
- 薬屋のひとりごと（老宦官）
- 神統記（テオゴニア）（アブリドル）
- New PANTY & STOCKING with GARTERBELT（ダリオ）

### 劇場アニメ
1973年
- パンダコパンダ 雨ふりサーカスの巻（おまわりさん）

1977年
- 宇宙戦艦ヤマト（太田健二郎）

1978年
- さらば宇宙戦艦ヤマト 愛の戦士たち（太田健二郎）

1979年
- がんばれ!!タブチくん!!

1980年
- ヤマトよ永遠に（太田健二郎）

1982年
- 象のいない動物園
- 対馬丸 —さようなら沖繩—（宮里）
- テクノポリス21C（壬生京介）

1983年
- 宇宙戦艦ヤマト 完結編（太田健二郎）
- パーマン バードマンがやって来た!!（バードマン）
- プロ野球を10倍楽しく見る方法（コバヤシ）

1984年
- 超人ロック（リュウ・ヤマキ）
- プロ野球を10倍楽しく見る方法 PART2（コバヤシ）

1985年
- 忍者ハットリくん+パーマン 忍者怪獣ジッポウVSミラクル卵（バードマン）

1986年
- 天空の城ラピュタ（ルイ）
- 扉を開けて（黒騎士）
- ハイスクール!奇面組（石砂拓真）

1987年
- 王立宇宙軍 オネアミスの翼（ネッカラウト）

1997年
- どんぐりの家（安田先生）

1998年
- ようこそロードス島へ!（アシュラム）

1999年
- 金田一少年の事件簿2 殺戮のディープブルー（若林信）

2002年
- 劇場版 とっとこハム太郎 ハムハムハムージャ! 幻のプリンセス（サバクーニャ）

2003年
- Pa-Pa-Pa ザ★ムービー パーマン（バードマン）

2004年
- Pa-Pa-Pa ザ★ムービー パーマン タコDEポン!アシHAポン!（バードマン）

2005年
- ONE PIECE THE MOVIE オマツリ男爵と秘密の島（ブリーフ）

2007年
- 河童のクゥと夏休み（オッサン）

2017年
- 劇場版 魔法科高校の劣等生 星を呼ぶ少女（兼丸孝夫）

2022年
- 鹿の王 ユナと約束の旅（トゥーリム）

### OVA
1985年
- エリア88（神崎悟）

1986年
- カリフォルニア・クライシス 追撃の銃火（ノエラ）

1987年
- X電車でいこう（落合ディレクター）

1988年
- 神州魑魅変（寒月一凍）

1989年
- 銀河英雄伝説（ボリス・コーネフ）

1991年
- アリス 〜モンキーパンチの世界〜（ドン次郎長）

1992年
- 愛物語 9 LOVE STORIES
- 創世機士ガイアース（フェイク）

1993年
- 寺島町奇譚 ぎんながし（シーさん）
- 難波金融伝・ミナミの帝王（萬田銀次郎）

1994年
- 気分は形而上 実在OL講座（ダンナ）
- マーズ（ラー）

1997年
- 竜機伝承（ランドール）

1999年
- ハーロック・サーガ ニーベルングの指環（アルベリッヒ）

2007年
- 銀河鉄道物語 〜忘れられた時の惑星〜（モデスト・イシュト）

2012年
- るろうに剣心 -明治剣客浪漫譚- 新京都編（四乃森蒼紫）※劇場先行公開

2018年
- ヴァイオレット・エヴァーガーデン Extra Episode「きっと”愛”を知る日が来るのだろう」（アルド・モリーニ）

### Webアニメ
- B: The Beginning（2018年、男）
- サイバーパンク エッジランナーズ（2022年、ジミー・クロサキ）
- LUPIN ZERO（2022年 - 2023年、ルパン一世[56]）
- ルパン三世VSキャッツ・アイ（2023年、内海俊夫[57]）

### ゲーム
1992年
- 宇宙戦艦ヤマト（太田健二朗）※PCエンジン版

1995年
- EMIT（謎の老人）
- セサミストリート・ナンバーズ（アーニー）

1996年
- るろうに剣心 -明治剣客浪漫譚- 維新激闘編（四乃森蒼紫）

1997年
- るろうに剣心 -明治剣客浪漫譚- 十勇士陰謀編（四乃森蒼紫）

1999年
- 宇宙戦艦ヤマト 遥かなる星イスカンダル（太田健二郎）
- ジョジョの奇妙な冒険 PS版 / 未来への遺産 - 2作品

2000年
- さらば宇宙戦艦ヤマト 愛の戦士たち（太田健二郎）

2002年
- スター・ウォーズ ローグ スコードロン II（ランド・カルリジアン）

2003年
- 白中探険部（藤枝一弘）
- スター・ウォーズ ローグ スコードロン III（ランド・カルリジアン）

2004年
- 宇宙戦艦ヤマト イスカンダルへの追憶（太田健二郎）
- スーパーロボット大戦GC（柊弾児）

2005年
- 宇宙戦艦ヤマト 暗黒星団帝国の逆襲（太田健二郎）
- 宇宙戦艦ヤマト 二重銀河の崩壊（太田健二郎）

2006年
- エースコンバット・ゼロ ザ・ベルカン・ウォー（エリッヒ・ヒレンベランド）
- スーパーロボット大戦XO（柊弾児）
- るろうに剣心 -明治剣客浪漫譚- 炎上!京都輪廻（四乃森蒼紫）

2007年
- ロックマンゼクス アドベント（マスター・アルバート）

2008年
- スーパーロボット大戦Z（ジュリィ野口）

2011年
- 第2次スーパーロボット大戦Z 破界篇 / 再世篇（2011年 - 2012年、ジュリィ野口） - 2作品
- るろうに剣心 -明治剣客浪漫譚- 再閃（四乃森蒼紫）

2012年
- るろうに剣心 -明治剣客浪漫譚- 完醒（四乃森蒼紫）

2013年
- ヒットマン アブソリューション（バーディ）

2017年
- グランブルーファンタジー（2017年 - 2024年、セワスチアン）
- ディシディア ファイナルファンタジー オペラオムニア（シャドウ）
- バイオハザード7 レジデント イービル（アラン・ボビー・ダグラス）

2020年
- 共闘ことばRPG コトダマン（四乃森蒼紫）

2021年
- スーパーロボット大戦DD（2021年 - 2022年、柊弾児）

2023年
- イースX -NORDICS-（ジョエル・アスラッド）

2024年
- FAIRY TAIL 2（オーガスト）

### ドラマCD
- 究極パロディウス（ジャイル・B・クロス）
- 死神アリス（ケルベロス）
- PON!とキマイラ（クリムソン）
- モンスターメーカー ドラマCD 魔剣デスデリバーを探せ!（マクネイル大公〈ネフェルーダ〉）

### ラジオドラマ
- VOMIC 青の祓魔師（藤本獅郎）

### 吹き替え

#### 担当俳優
イアン・マクシェーン
- ジョン・ウィックシリーズ（ウィンストン）
  - ジョン・ウィック
  - ジョン・ウィック:チャプター2
  - ジョン・ウィック:パラベラム
  - ジョン・ウィック:コンセクエンス

- パラベラム 殺し屋の流儀（ウィルソン）

ウィリアム・アザートン
- ザ・シークレット・ハンター/戦慄の大量殺人計画（ローバー）
- 続・激突!/カージャック（クロヴィス・ポプリン）※テレビ朝日版
- ダイ・ハード（リチャード・ソーンバーグ）※テレビ朝日版・スター・チャンネル追加録音も担当
- ミスター・グッドバーを探して（ジェームズ）

ウディ・ハレルソン
- エレクトリック・ステイト（Mr.ピーナッツ）
- ダイヤモンド・イン・パラダイス（スタン・ロイド）※ソフト版
- 2012（チャーリー・フロスト）
- パルメット（ハリー・バーバー）※VHS版
- マネー・トレイン（チャーリー）※ソフト版
- ラリー・フリント（ラリー・フリント）

カート・ラッセル
- ゴーストハンターズ（ジャック・バートン）
- ダーク・スティール（エルドン・ペリー）
- デッドフォール（ガブリエル・キャッシュ）※ソフト版、テレビ朝日版
- モナーク: レガシー・オブ・モンスターズ（リー・ショー）
- ワンス・アポン・ア・タイム・イン・ハリウッド（ランディ）

ゲイリー・オールドマン
- ウィンストン・チャーチル/ヒトラーから世界を救った男（ウィンストン・チャーチル）
- オッペンハイマー（ハリー・S・トルーマン大統領）
- キミとボクの距離（ナサニエル）
- 蜘蛛女（ジャック・グリマルディ）※ソフト版
- ザ・ウォーカー（ビリー・カーネギー）
- 猿の惑星: 新世紀（ドレイファス）
- スカーレット・レター（アーサー・ディムズデイル）
- TAU/タウ（タウ）
- Disney's クリスマス・キャロル（ボブ・クラチット / ジェイコブ・マーレイ）
- ハンターキラー 潜航せよ（チャールズ・ドネガン）
- ハンニバル（メイスン・ヴァージャー）※Netflix版
- ヒットマンズ・ボディガード（ヴラディスラフ）※Netflix版
- フレンズ（リチャード・クロスビー）
- 窓際のスパイ（ジャックソン・ラム）
- マン・ダウン 戦士の約束（ペイトン大尉）
- レイン・フォール/雨の牙（ウィリアム・ホルツァー）
- レオン（ノーマン・スタンスフィールド）※テレビ朝日版
- ロボコップ（デネット・ノートン博士）

ケヴィン・ベーコン
- アポロ13（ジャック・スワイガート）※ソフト版・フジテレビ版
- インビジブル（セバスチャン・ケイン）※テレビ朝日版
- X-MEN:ファースト・ジェネレーション（セバスチャン・ショウ）
- 終わらない週末（ダニー）
- ガーディアンズ・オブ・ギャラクシー ホリデー・スペシャル（本人）
- 激流（ウェイド）※ソフト版
- ゴースト・エージェント/R.I.P.D.（ボビー・ヘイズ）
- CITY ON A HILL/罪におぼれた街（ジャッキー・ロア）
- セイレーンの誘惑（ピーター・ケル）
- ダークネス（ピーター・テイラー）
- トレマーズ（バレンタイン・ミッキー）※BD・VHS版
- ビバリーヒルズ・コップ: アクセル・フォーリー（ケイド）
- ブラック・スキャンダル（チャールズ・マクガイア）
- フロスト×ニクソン（ジャック・ブレナン）

ジーン・ワイルダー
- スター・クレイジー（スキップ・ドナヒュー）
- ハンキー・パンキー（マイケル・ジョーダン）
- ベイビー、ウォンテッド!（ダフィ・バーグマン）
- 見ざる聞かざる目撃者（デイヴ・ライオンズ）
- 夢のチョコレート工場（ウィリー・ウォンカ）

ショーン・ペン
- 俺たちは天使じゃない（ジム）
- カラーズ　天使の消えた街（ダニー・マクガヴァン）
- カリートの道（デヴィッド・クラインフェルド）
- ステート・オブ・グレース（テリー・ヌーナン）※VHS版

ジョン・トラボルタ
- クリミナル・ミッション（エディ）
- ソードフィッシュ（ガブリエル・シアー）※日本テレビ版
- バレー・オブ・バイオレンス（マーシャル）

スティーヴ・マーティン
- スティーブ・マーティンのSGT.ビルコ/史上最狂のギャンブル大作戦（アーネスト・G・ビルコ曹長）
- ビリー・リンの永遠の一日（ノーム）
- ペテン師とサギ師/だまされてリビエラ（フレディ・ベンソン）
- 女神が家にやってきた（ピーター・サンダーソン）

ソン・ガンホ
- 観相師 -かんそうし-（キム・ネギョン）
- 弁護人（ソン・ウソク）
- 密偵（イ・ジョンチュル）

ダニエル・スターン
- がんばれ!ルーキー（ブリックマ）
- サバイバル・ガイド（マックス・クラベルスキー）
- ダンク・ブラザース/脱線ファンにご用心（マイク・オハラ）
- ホーム・アローン（マーヴ・マーチャント）※ソフト版
- ホーム・アローン2（マーヴ・マーチャント）※ソフト版
- リバイアサン（シックスパック）※テレビ朝日版

チェッキー・カリョ
- キス・オブ・ザ・ドラゴン（リチャード）※テレビ東京版
- 世界にひとつの金メダル（マルセル・ロジエ）
- パトリオット（ジャン・ヴィルヌーヴ少佐）※テレビ東京版

ティム・ロス
- ダーク・ウォーター（ジェフ・プラッツァー弁護士）
- 72時間（ジョン・ハレット）
- ハードコア（ヘンリーの父）
- パルプ・フィクション（パンプキン）
- Mr.&Mrs.フォックス（ピーター・フォックス）
- 夢の旅路（ヘンリー）
- レザボア・ドッグス（ミスター・オレンジ / フレディ・ニューエンダイク）

ティム・ロビンス
- キャッスルロック:ミザリー 〜殺人へのシナリオ〜（ポップ）
- THE BRINK/史上最低の作戦（ウォルター・ラーソン）
- さよならゲーム（エディ・カルヴィン・ラルーシュ）※テレビ朝日版
- ジェイコブス・ラダー（ジェイコブ・シンガー）※日本テレビ版
- ショーシャンクの空に（アンディ・デュフレーン）※TBS版

デヴィッド・シューリス
- 氷の微笑2（ロイ・ウォッシュバーン刑事）
- ダイノトピア/謎の恐竜王国（サイラス・クラッブ）※テレビ朝日版
- D.N.A./ドクター・モローの島（エドワード・ダグラス）※テレビ朝日版
- REDリターンズ（カエル）

トム・ハンクス
- ウォルト・ディズニーの約束（ウォルト・ディズニー）
- 幸せの教室（ラリー・クラウン）
- プリティ・リーグ（ジミー・ドゥーガン）※日本テレビ版

ニコラス・ケイジ
- 死の接吻（リトル・ジュニア・ブラウン）
- ハネムーン・イン・ベガス（ジャック・シンガー）
- パラダイスの天使たち（ビル・ファーポ）

ビル・プルマン
- イコライザー（ブライアン・プラマー）
- イコライザー2（ブライアン・プラマー）
- インデペンデンス・デイ（トーマス・ホイットモア大統領）※ソフト版
- インデペンデンス・デイ: リサージェンス（トーマス・ホイットモア元大統領）
- LBJ ケネディの意志を継いだ男（ラルフ・ヤーボロー）
- キャスパー（ジェームズ・ハーヴェイ博士）※日本テレビ版
- 17歳の処方箋（ジェイソン・スローカム）
- マージョリーの告白（ニコラス・ミーニー）
- めぐり逢えたら（ウォルター）※ソフト版

ビル・マーレイ
- おつむて・ん・て・ん・クリニック（ボブ・ワイリー）
- ゲット スマート（エージェント13）※テレビ朝日版
- ゴーストバスターズシリーズ
  - ゴーストバスターズ（ピーター・ヴェンクマン博士）※ソフト版
  - ゴーストバスターズ2（ピーター・ヴェンクマン博士）※ソフト版、機内上映版
  - ゴーストバスターズ（マーティン・ハイス博士）
  - ゴーストバスターズ/アフターライフ（ピーター・ヴェンクマン博士）
  - ゴーストバスターズ/フローズン・サマー（ピーター・ヴェンクマン博士）

- 恋はデジャ・ブ（フィル・コナーズ）
- ゾンビランド（本人役）
- ゾンビランド:ダブルタップ（本人役）
- ムーンライズ・キングダム（ウォルト・ビショップ）
- ライフ・アクアティック（スティーヴ・ズィスー）
- リトル・ショップ・オブ・ホラーズ（アーサー・デントン）
- ロック・ザ・カスバ!（リッチー・ランツ）

ボブ・オデンカーク
- ガールフレンドデー（レイ）
- ストーリー・オブ・マイライフ/わたしの若草物語（ミスター・マーチ）
- フリークス・シティ（シューター）
- ブレイキング・バッド（ソウル・グッドマン）
- ベター・コール・ソウル（ジミー・マクギル / ソウル・グッドマン）
- ペンタゴン・ペーパーズ/最高機密文書（ベン・バグディキアン）
- Mr.ノーバディ（ハッチ・マンセル）

ミッキー・ローク
- イヤー・オブ・ザ・ドラゴン（スタンリー・ホワイト）
- エクスペンダブルズ（ツール）
- エンゼル・ハート（ハリー・エンゼル）※テレビ朝日版
- 男たちの危険な午後（フローレンス）
- クーリエ タイムリミット60HOURS（マックスウェル）
- 白いドレスの女（テディ・ルイス）
- シン・シティ（マーヴ）
- シン・シティ 復讐の女神（マーヴ）
- トゥームストーン/ザ・リベンジ（悪魔）
- 逃亡者（マイケル・ボズワース）
- ナインハーフ（ジョン・グレイ）
- ナインハーフ2（ジョン・グレイ）
- ハード・ブレット 仁義なき銃弾（ブッチ・“ブレット”・スタイン）
- パーフェクト・ヒート（マリク）
- ハーレーダビッドソン&マルボロマン（ハーレー・ダビッドソン）
- マイ・ボディガード（ジョーダン・カルフス）※ソフト版
- 蘭の女（ジェームズ・ウィラー）
- レスラー（ランディ・“ザ・ラム”・ロビンソン）
- ロシアン・ルーレット（パトリック・ジェファーソン）

メル・ギブソン
- 陰謀のセオリー（ジェリー・フレッチャー）※ソフト版
- ハート・オブ・ウーマン（ニック・マーシャル）※ソフト版
- バード・オン・ワイヤー（リック・ジャーミン）※テレビ朝日版
- マーヴェリック（ブレット・マーヴェリック）※ソフト版
- マッドマックスシリーズ（マックス・ロカタンスキー）
  - マッドマックス
  - マッドマックス2 ※スーパーチャージャー版
  - マッドマックス/サンダードーム ※スーパーチャージャー版

- リーサル・ウェポン3（マーティン・リッグス）※ソフト版
- リーサル・ウェポン4（マーティン・リッグス）※ソフト版

リチャード・ギア
- アメリア 永遠の翼（ジョージ・パットナム）
- 嘘はフィクサーのはじまり（ノーマン・オッペンハイマー）
- 顔のないスパイ（ポール・シェファーソン）
- 心のままに（ジョーンズ氏）
- 最後の初恋（ポール・フラナー）
- ザ・エージェンシー（ボスコ）
- 真実の行方（マーティン・ヴェイル）
- トゥルーナイト（ランスロット）
- ノー・マーシィ/非情の愛（エディ・ジレット）
- プリティ・ブライド（アイク・グラハム）※機内上映版

ロビン・ウィリアムズ
- オールド・ドッグ（ダン・レイバーン）
- 奇跡のシンフォニー（マックスウェル・“ウィザード”・ウォラス）
- キャデラック・マン（ジョーイ・オブライエン）※VHS版
- グッドモーニング, ベトナム（エイドリアン・クロンナウア上等兵）※VHS版
- トイズ（レスリー・ゼボ）
- バードケージ（アーマンド・ゴールドマン）※ソフト版
- 余命90分の男（ヘンリー・アルトマン）

#### 映画
- the EYE 【アイ】（ロー医師〈エドマンド・チャン〉）
- 愛されちゃって、マフィア（マイク・ダウニー〈マシュー・モディーン〉）※機内上映版[82]
- 愛と喝采の日々（ユーリ〈ミハイル・バリシニコフ〉）※機内上映版
- 愛と青春の旅だち（シド・ウォーリー〈デヴィッド・キース〉）※フジテレビ版
- 愛の地獄（ポール・プリウール〈フランソワ・クリュゼ〉）
- アイリスへの手紙（スタンリー・コックス〈ロバート・デ・ニーロ〉）
- 悪魔の毒々バーガー（ジェイソン〈ビリー・ゼイン〉）
- アサシン 暗・殺・者（ボブ〈ガブリエル・バーン〉）※ソフト版
- 新しき世界（カン・ヒョンチョル〈チェ・ミンシク〉）
- あなたに恋のリフレイン（チャーリー・パール〈アレック・ボールドウィン〉[83]）※機内上映版
- アンダーカバー・ブルース/子連れで銃撃戦!?（ジェフ・ブルー〈デニス・クエイド〉）
- 愛しのロクサーヌ（クリス）
- イントゥ・ザ・ブルー（ベイツ〈ジョシュ・ブローリン〉）
- ウィロー（マッドマーティガン〈ヴァル・キルマー〉）※TBS版
- WIN WIN ダメ男とダメ少年の最高の日々（マイク・フラハーティー〈ポール・ジアマッティ〉）
- ウォリアーズ（ルーサー〈デヴィッド・パトリック・ケリー〉）
- エア・バディ2（パトリック・サリヴァン〈グレゴリー・ハリソン〉）※機内上映版
- エイリアンVSエイリアン（リー〈ウィリアム・カット〉）
- エネミー・ライン（ジェレミー・スタックハウス大尉〈ガブリエル・マクト〉[84]）※フジテレビ版
- エンツォ レーサーになりたかった犬とある家族の物語（ドン〈ゲイリー・コール〉）
- エンドレス・ラブ（キース・バターフィールド〈ジェームズ・スペイダー〉）※日本テレビ版
- オーバー・ザ・トップ（リンカーン・ホーク〈シルヴェスター・スタローン〉）※テレビ朝日版
- オーロラの彼方へ（フランク・サリヴァン〈デニス・クエイド〉）※ソフト版
- 黄金作戦 追いつ追われつ（ブルウィップ・グリフィン〈ロディ・マクドウォール〉）
- 狼たちの午後（レオン・シャーマー〈クリス・サランドン〉）
- おかしな関係（ワイリー・クーパー〈ダドリー・ムーア〉）
- おじいちゃんはデブゴン（ディーン・セキ）
- オズ（ホイーラーズのボス）※劇場公開版
- カーリー・スー（ビル・ダンサー〈ジェームズ・ベルーシ〉）※ソフト版
- カサンドラ・クロス（ナバロ・サンティニ〈マーティン・シーン〉）※LD版
- 風に向って走れ（ビリー・ウィリアムズ〈クリフ・ポッツ〉）
- から騒ぎ（ベネディック〈ケネス・ブラナー〉）
- ガンバス（バーニー〈スコット・マクギニス〉）
- 機械じかけのピアノのための未完成の戯曲（ニコライ〈ニキータ・ミハルコフ〉）※VHS版
- 君がいた夏（アレン・アップルビー〈ハロルド・ライミス〉）
- キャプテン・ズーム（ズーム〈ティム・アレン〉）
- 恐怖と戦慄の美女（チャド・フォスター）
- キング・オブ・デストロイヤー/コナンPART2（マラク〈トレイシー・ウォルター〉）※テレビ朝日版
- グッドフェローズ（ヘンリー・ヒル〈レイ・リオッタ〉）
- クライ・マッチョ（ハワード・ポルク〈ドワイト・ヨアカム〉[85]）
- 暗闇でドッキリ（エルキュール・ラジョイ刑事〈グレアム・スターク〉）※テレビ東京版
- グリーン・ホーネット（ベンジャミン・チュドノフスキー〈クリストフ・ヴァルツ〉）
- グレッグシリーズ（フランク・ヘフリー〈スティーヴ・ザーン〉）
  - グレッグのダメ日記
  - グレッグのおきて
  - グレッグのダメ日記3
- クローンズ（ダグ・キニー〈マイケル・キートン〉）
- 激走!5000キロ（マイケル・バノン〈マイケル・サラザン〉）※TBS版
- ゲッタウェイ（ルディ〈マイケル・マドセン〉）※ソフト版
- ケンタッキー・フライド・ムービー（爆弾発言ニュースキャスター、ロン・バトラー、アスキス、建築家〈ジョージ・レーゼンビー〉）※ソフト版
- ゴージャス（ロウ〈エミール・チョウ〉）※ポニーキャニオン版
- ゴースト・ブラザー/天国から来たヒーロー（ペダーソン〈デヴィッド・ペイマー〉）
- 恋に落ちたら…（マイク〈デヴィッド・カルーソ〉）
- 恋は運命とともに（マイケル・ブレドン〈クリストファー・カザノフ〉）
- 恋人たちの予感（ハリー・バーンズ〈ビリー・クリスタル〉）※JAL版
- ゴジラ キング・オブ・モンスターズ（リック・スタントン博士〈ブラッドリー・ウィットフォード〉[86]）
- 個人教授（ジャン＝ピエール〈ベルナール・ル・コク〉）※ソフト版
- コンスタンティン（サタン〈ピーター・ストーメア〉）※ソフト版
- 13デイズ（ジョン・F・ケネディ〈ブルース・グリーンウッド〉）※ソフト版
- サイドウェイ（マイルス〈ポール・ジアマッティ〉）
- サイレント・ランニング（ジョン・キーナン〈クリフ・ポッツ〉）
- ザ・コンサルタント（ラマー・ブラックバーン〈ジョン・リスゴー〉）
- サザン・コンフォート/ブラボー小隊 恐怖の脱出（スタッキー）※毎日放送版
- サタデー・ナイト・フィーバー ※テレビ朝日版
- 殺人魚フライングキラー（タイラー・シャーマン）※日本テレビ版
- ザ・デプス（ケヴィン・マクブライド〈グレッグ・エヴィガン〉）
- ザ・ビーチ（ダフィ〈ロバート・カーライル〉）※日本テレビ版
- サンタクロース（タウザー〈ジェフリー・クレイマー〉）※テレビ朝日版
- しあわせの雨傘（ロバート・ピュジョル〈ファブリス・ルキーニ〉）
- シェイプ・オブ・ウォーター（ジャイルズ〈リチャード・ジェンキンス〉）
- ジェシー・ジェームズの暗殺（フランク・ジェームズ〈サム・シェパード〉）
- シカゴ・コネクション/夢みて走れ（ダニー・コスタンゾ〈ビリー・クリスタル〉）
- 7月4日に生まれて（スティーヴ・ボイヤー〈ジェリー・レヴィン〉）※テレビ朝日版
- シティ・スリッカーズ（ミッチ・ロビンス〈ビリー・クリスタル〉[87]）※VHS版
- ジム・ヘンソンアワー ドッグ・シティ（エース・ハート）
- ジャッキー・チェンの必殺鉄指拳（麻雀大将〈ディーン・セキ〉[88]）※ソフト版
- シャンハイ・ナイト（ロイ・オバノン〈オーウェン・ウィルソン〉）
- ジョーズ'87 復讐篇（マイク・ブロディ〈ランス・ゲスト〉）※日本テレビ版
- ショート・サーキット2 がんばれ!ジョニー5（ベン・ジャヴエリ〈フィッシャー・スティーヴンス〉）※VHS版
- ジョニー・ノックスヴィル アクション・ポイント/ゲスの極みオトナの遊園地（D.C.〈ジョニー・ノックスビル〉）
- ジョン・キャンディの夢におまかせ（ジャック・ゲーブル〈ジョン・キャンディ〉）
- 人生狂騒曲（グレアム・チャップマン[89]）
- スイッチング・チャンネル（ジョン・L・サリヴァン4世〈バート・レイノルズ〉）
- スカイエース（クロフト少尉〈ピーター・ファース〉）
- スクワッド/栄光の鉄人軍団（ジョセフ・ディナルド〈ウィングス・ハウザー〉）
- スサミ・ストリート全員集合 〜または“パペット・フィクション”ともいう〜（ファルケンホルスト[90]）
- スター・ウォーズ エピソード4/新たなる希望（ウェッジ・アンティリーズ〈デニス・ローソン〉）※日本テレビ旧録版
- スター・ウォーズ エピソード5/帝国の逆襲（マッケイ准尉〈マーク・カプリ〉、ローマス・“ロック”・ナヴァンダー〈バーネル・タッカー〉）※劇場公開版
- スターリングラード（フリッツ・ライザー伍長〈ドミニク・ホルヴィッツ〉）
- 素敵なウソの恋まじない（ホッピーさん〈ダスティン・ホフマン〉）
- ストレンジ・デイズ/1999年12月31日（レニー・ネロ〈レイフ・ファインズ〉）
- スニーカーズ（マーティン・ビショップ〈ロバート・レッドフォード〉）※日本テレビ版
- スリーメン&ベビー（マイケル・カーラム〈スティーヴ・グッテンバーグ〉）※VHS版
- スリーメン&リトルレディ（エドワード〈クリストファー・カザノフ〉）※ソフト版
- 絶叫屋敷へいらっしゃい（クリス・ソーン〈チェビー・チェイス〉）
- 戦場にかける橋（シアーズ中佐〈ウィリアム・ホールデン〉）※ソフト版
- 続ラブ・バッグ（ウィロビー・ホイットフィールド）
- ソフィア・ローレン 母の愛（リッカルド）
- ゾンビーノ（ミスター・テオポリス〈ティム・ブレイク・ネルソン〉）
- 大逆転（ルイス・ウィンソープ3世〈ダン・エイクロイド〉）※フジテレビ版
- 大脱走（バージル・ヒルツ〈スティーブ・マックイーン〉）※テレビ東京版
- タイム・ガーディアン（バラード）※VHS版
- 大列車強盗（ベン・ヤング〈ボビー・ヴィントン〉）※テレビ朝日版
- ダニエル・スティール/愛の決断（ビル〈ジョン・リッター〉）※テレビ東京版
- 007/カジノ・ロワイヤル（ジェームズ・ボンド卿〈デヴィッド・ニーヴン〉）※オンデマンド版
- 007/ゴールドフィンガー（空港警備員）※NET版
- タワーリング・インフェルノ（ゲイリー・パーカー上院議員〈ロバート・ヴォーン〉）※TBS版
- タンゴ（ポール〈ティエリー・レルミット〉）
- チーター・ガールズ3 in インド（カマル・バーティア〈ロシャン・セス〉）
- 超人ハルク'90（マット・マードック / デアデビル〈レックス・スミス〉）※VHS版
- デート & ナイト（フィル・フォスター〈スティーヴ・カレル〉）
- デスペラード（ブシェミ〈スティーヴ・ブシェミ〉）※ソフト版
- デスマシーン（ジャック・ダンテ〈ブラッド・ドゥーリフ〉）
- デッド・カーム/戦慄の航海（ヒューイ〈ビリー・ゼイン〉）
- デュエリスト（アン刑事〈アン・ソンギ〉）
- 天国から来たチャンピオン（トニー〈チャールズ・グローディン〉）
- 天使にラブ・ソングを2（イグネシアス神父〈マイケル・ジェッター〉）※ソフト版
- トゥームストーン（ドク・ホリデイ〈ヴァル・キルマー〉）
- トゥームレイダー（マンフレッド・パウエル〈イアン・グレン〉）※フジテレビ版
- トゥルーライズ（アルバート・マイク・ギブソン〈トム・アーノルド〉）※ソフト版
- ドクター・ジャガバンドー（ジェームズ・クリッペンドーフ〈リチャード・ドレイファス〉）
- 特攻サンダーボルト作戦（ヴィルフリード〈ホルスト・ブッフホルツ〉）
- 特攻野郎Aチーム THE MOVIE（ペンサコーラの囚人〈ダーク・ベネディクト〉）
- トム・ホーン（チャーリー・オンハーン）
- トリプルX（ミラン・ソーバ〈リッキー・ミュラー〉）※ソフト版
- トルネード 地球崩壊のサイン（アンドレアス・シュッテ）※テレビ朝日版
- ドルフ・ラングレン 処刑鮫（ドン・バーンズ[91]）
- ナイト・オブ・ザ・リビングデッド（ハリー・クーパー〈カール・ハードマン〉[92]）
- ナイトメア・アリー（エズラ・グリンドル〈リチャード・ジェンキンス〉）
- NOTHING ナッシング（デイブ〈デヴィッド・ヒューレット〉）
- ニンジャ（ビリー・シコード）
- ハードウェア（モー・バクスター〈ディラン・マクダーモット〉）
- ハードロック・ハイジャック（ザ・シャーク〈ジョー・マンテーニャ〉）
- 運び屋（ラトン〈アンディ・ガルシア〉[93]）※BSテレ東版
- パピヨン（マチュレット）※フジテレビ版
- ハムナプトラ3 呪われた皇帝の秘宝（マグワイア〈リアム・カニンガム〉[94]）※フジテレビ版
- ハリーとトント（ノーマン）
- 張り込みプラス（クリス・リーチー〈リチャード・ドレイファス〉）※ソフト版
- バロン ほらふき男爵の冒険（ミュンヒハウゼン男爵〈ヤン・ヨーゼフ・リーファース〉）
- ハンバーガー・ヒル（アダム・フランツ〈ディラン・マクダーモット〉）
- ビートルジュース（アダム・メイトランド〈アレック・ボールドウィン〉）
- 陽だまりのイレブン（ジーコ）
- ビッグ・グリーン/でこぼこイレブン大旋風（トム・パーマー〈スティーヴ・グッテンバーグ〉）
- ビッグ・ビジネス（ルーン・ディミック〈フレッド・ウォード〉）※ソフト版
- ビバリーヒルズ・コップ2（ビリー・ローズウッド〈ジャッジ・ラインホルド〉）※フジテレビ版
- 秘密指令 クラッシュ（ケイシー〈マイケル・ビーン〉）
- ビンゴ!（ハル・デヴリン〈デヴィッド・ラッシュ〉）
- フィフス・エレメント（コーベン・ダラス〈ブルース・ウィリス〉）※日本テレビ版
- フィラデルフィア（ジョー・ミラー〈デンゼル・ワシントン〉）
- フェティッシュ（ポール〈ウィリアム・ボールドウィン〉）
- フォエバー・フレンズ（ジョン・ピアース〈ジョン・ハード〉）※Disney+版
- フォロー・ミー ※日本テレビ版
- 不法執刀（レイモンド〈ティモシー・ハットン〉）
- 冬のライオン（ジェフリー）※ソフト版
- フライトナイト（ジェリー・ダンドリッジ〈クリス・サランドン〉）※テレビ朝日版
- ブラックウォーター（マット〈ジャド・ネルソン〉）
- ブラックホール（ダン・ホランド船長〈ロバート・フォスター〉）※Disney+版
- プラトーン（ウォルフ中尉〈マーク・モーゼス〉）※テレビ朝日版
- フレッチ登場!/5つの顔を持つ男（アーウィン・フレッチャー〈チェビー・チェイス〉）※DVD版
- フレンチ・キス（詐欺師のボブ〈フランソワ・クリュゼ〉）※日本テレビ版
- プロフェシー（ゴードン・スモールウッド〈ウィル・パットン〉）※テレビ東京版
- ブロンズ! 私の銅メダル人生（スタン〈ゲイリー・コール〉）[95]
- ページマスター（アラン・タイラー〈エド・ベグリー・ジュニア〉）
- ペイダート この家、一獲千金!（ウィリス・エンブリー〈ジェフ・ダニエルズ〉）
- ベガス・バケーション（ウェイン・ニュートン）
- ボーイ・ソプラノ ただひとつの歌声（カーヴェル〈ダスティン・ホフマン〉）[96]
- 星空の用心棒 ※TBS版
- 星の王子 ニューヨークへ行く（セミー / とてつもなく不細工な女 / モーリス / ブラウン牧師〈アーセニオ・ホール〉）※フジテレビ版
- 炎の少女チャーリー（アンディ・マクギー〈デヴィッド・キース〉）
- ホワイト・プリンセス（ジョン・マッケンジー大統領〈マイケル・キートン〉）
- 香港発活劇エクスプレス 大福星（ハンサム〈チャールズ・チン〉）
- マイティ・ジョー（グレッグ・オハラ〈ビル・パクストン〉）※テレビ朝日版
- マウス・オブ・マッドネス（ジョン・トレント〈サム・ニール〉）
- マジェスティック（ラリー・メンドーサ〈アレハンドロ・レイ〉）
- M★A★S★H マッシュ（マルケイ神父〈ルネ・オーベルジョノワ〉）※フジテレビ版
- マッドストーン（ストーン〈ケン・ショーター〉）
- マッドマックス 怒りのデス・ロード（イモータン・ジョー〈ヒュー・キース・バーン〉[97]）※ザ・シネマ版
- マドンナのスーザンを探して（ゲイリー・グラス〈マーク・ブラム〉）
- 真夏の夜の夢（ニック・ボトム〈ケヴィン・クライン〉）
- マペットめざせブロードウェイ!（ゴンゾ）※VHS版
- ミスター・アーサー（アーサー・バック〈ダドリー・ムーア〉）
- Mr.ゴールデン・ボール/ 史上最低の盗作ウォーズ（ブロンコ / ブルータス〈サム・ロックウェル〉）
- ミッシング（チャールズ・ホーマン〈ジョン・シェア〉）※日本テレビ版
- ミッドナイト・ラン（エディ・モスコーネ〈ジョー・パントリアーノ〉）※テレビ朝日版
- ミュータント・ニンジャ・タートルズ3（ウォーカー船長〈スチュアート・ウィルソン〉）
- メイフィールドの怪人たち（アート・ワインガートナー〈リック・ダコマン〉）※テレビ朝日版
- メガ・シャークVSクロコザウルス（ナイジェル・パットナム〈ゲイリー・ストレッチ〉）
- メジャーリーグ3（ガス・カントレル〈スコット・バクラ〉）
- メタル・ブルー（ユーリー・レバノフ〈コルム・フィオール〉）
- めまい（ジョン・"スコティ"・ファーガソン〈ジェームズ・ステュアート〉）※BD版
- メラニーは行く!（アール・スムーター〈フレッド・ウォード〉）
- メルシィ!人生（フランソワ・ピニョン〈ダニエル・オートゥイユ〉）
- モータル・コンバット（ジョニー・ケイジ〈リンデン・アシュビー〉）※KSS版
- モー・マネー（ジョニー・スチュワート〈デイモン・ウェイアンズ〉）
- モンスター上司2（バート・ハンソン〈クリストフ・ヴァルツ〉）
- モンスター・パニック（ジョニー・イーグル〈アンソニー・ペーニャ〉）
- 山猫は眠らないシリーズ（トーマス・ベケット〈トム・ベレンジャー〉）
  - 山猫は眠らない2 狙撃手の掟 ※ソフト版
  - 山猫は眠らない3 決別の照準 ※ソフト版
  - 山猫は眠らない5 反逆の銃痕
  - 山猫は眠らない7 狙撃手の血統
  - 山猫は眠らない8 暗殺者の終幕[98]
- ヤング・アインシュタイン（プレストン・プレストン〈ジョン・ハワード〉）
- ゆりかごを揺らす手（マイケル・バーテル〈マット・マッコイ〉）※ソフト版
- ライフ・イズ・コメディ! ピーター・セラーズの愛し方（モーリス・ウッドラフ〈スティーヴン・フライ〉）
- ラスト・デスペラード（ホセ・ゲラス〈ジョアキム・デ・アルメイダ〉）
- ラストマン・スタンディング（ジョン・スミス〈ブルース・ウィリス〉）※ソフト版
- リベンジ（アマドール〈ミゲル・フェラー〉）※テレビ朝日版
- 掠奪された七人の花嫁（ベンジャミン〈ジェフ・リチャーズ〉）※TBS版
- ルートヴィヒ（ヨーゼフ・カイル・カインツ、ドクター・ミューラー、ホルク）
- レッド・バロン（マーフィー）
- レッドブル（アート・リジック刑事〈ジェームズ・ベルーシ〉）※VHS版
- ローマの休日（マリオ・デラーニ〈パオロ・カルリーニ〉）※TBS版
- ロベルト・ベニーニのMr.モンスター（ロリス〈ロベルト・ベニーニ〉）
- ロミオとジュリエット（ロミオ〈ローレンス・ハーヴェイ〉）
- ワイルド・ブリット（ルーク〈サイモン・ヤム〉）
- 私が愛したギャングスター（マイケル・リンチ〈ケヴィン・スペイシー〉）
- ワンス・アポン・ア・タイム・イン・アメリカ（パッツィ）※テレビ朝日版

#### ドラマ
- アイ・ラブ・ルーシー（リッキー・リカード〈デジ・アーナズ〉）
- ER緊急救命室
  - シーズン1 #18（ジョン・コッチ〈ロバート・キャラダイン〉）
  - シーズン11 #12（ガブリエル・ミルナー〈トム・アーウィン〉）
- イエローストーン（トーマス・レインウォーター〈ギル・バーミンガム〉）
- インディ・ジョーンズ/若き日の大冒険（バーク大佐）
- インポスターズ 美しき詐欺師たち（マックス〈ブライアン・ベンベン〉）
- 宇宙船レッド・ドワーフ号（エピデム）
- エア・アメリカ（ワイリー・フェレル〈スコット・プランク〉）
  - 特務指令 エア・アメリカ
  - ラスト・エージェント
- エレメンタリー2 ホームズ&ワトソン in NY #20（ジョー・ベイ〈マイケル・メデイロス〉）
- ALMOST HUMAN/オールモスト・ヒューマン（ルディ・ロム〈マッケンジー・クルック〉[99]）
- お騒がせ!ツイスト一家（トニー・ツイスト）※NHK教育版
- 華麗な刑事デンプシー&メイクピース（ジェームズ・デンプシー〈マイケル・ブランドン〉）
- がんばれ!ベアーズ シーズン1 #9（クリート・ウィルソン）
- 恐竜王国（トム・ポーター〈ティモシー・ボトムズ〉）
- 恐竜家族（スタン）
- クリミナル・マインド FBI行動分析課
  - シーズン2 #9（ミルクリークキラー〈ジェイソン・オマラ〉）
  - シーズン3 #19（レスター・サーリング〈スティーヴン・カルプ〉）
- クローザー シーズン7 #17（ジェリー・クーパー〈レッグ・ロジャース〉）
- 刑事コロンボ ルーサン警部の犯罪（ジョンソン刑事〈ウォルター・ケーニッヒ〉）
- 刑事スタスキー&ハッチ シーズン1 #14（ジミー・リー・カーソン）
- 刑事モース 疑惑の四重奏
- 氷の家（アンディ・マクラグリン〈ダニエル・クレイグ）
- こちらブルームーン探偵社 シーズン2 #2（ベンジャミン・ワイリー〈デニス・クリストファー〉）
- ザ・ミッシング〜囚われた少女〜（サム・ウェブスター〈デヴィッド・モリッシー〉）
- ザ・ラストシップ（テックス・ノーラン〈ジョン・パイパー＝ファーガソン〉）
- 三国志演義（諸葛亮〈タン・グオチャン〉）※NHKBS版
- CSI:ニューヨーク2 #18（チャールズ・クーパー〈シーマス・デヴァー〉）
- 主任警部モース 消えた装身具（テオドア・ケンプ〈サイモン・キャロウ〉）
- ジョーイ シーズン1 #5（ティム）
- 新アウターリミッツ（スティーブン・レッドベター博士〈リチャード・トーマス〉、サム・アボット〈ブラッド・ジョンソン〉）
- 新スパイ大作戦 ガン・ファイター（カーター）
- 新80日間世界一周（フィリアス・フォッグ〈ピアース・ブロスナン〉）※VHS版
- スターマン2/リターン（ポール・フォレスター / スターマン〈ロバート・ヘイズ〉）
- スペース1999（ビル・フレイザー）
- セーフハウス〜狙われた家族〜（ロバート〈クリストファー・エクルストン〉）
- SOAP ソープ（ダニー・ダラス〈テッド・ウォズ〉）
- 大草原の小さな家（パーシバル・ダルトン〈スティーブ・トレイシー〉）
- タイムマシーンにお願い（サム・ベケット〈スコット・バクラ〉）
- 探偵ハード&マック（マーク・マコーミック〈ダニエル・ヒュー・ケリー〉）
- CHUCK/チャック（ゴヤ首相〈アーマンド・アサンテ〉）
- 特攻野郎Aチーム（“フェイスマン” テンプルトン・アーサー・ペック中尉〈ダーク・ベネディクト〉）
- 22世紀ファミリー 〜フィルにおまかせ〜（パパ）
- PERSON of INTEREST 犯罪予知ユニット シーズン5 #1（ベラ・ドルチェンコ〈ディクラン・トゥレイン〉）
- バーン・ノーティス 元スパイの逆襲（ギルロイ〈クリス・ヴァンス〉）
- パパにはヒ・ミ・ツ シーズン1 #20（カーター・ティベッツ〈ジェイソン・プリーストリー〉）
- THE 100/ハンドレッド（マーカス・ケイン〈ヘンリー・イアン・キュージック〉）
- 美女と野獣 シーズン1 #9（ロス教授〈クリフ・デ・ヤング〉）
- 100万ドルを取り返せ!（ジャン・ピエール・ラマン〈フランソワ・エリク・ジェンドロン〉）
- 不思議の国のアリス（海ガメもどき〈リンゴ・スター〉）
- ふたりは最高!ダーマ&グレッグ シーズン2 #19（チャップマン）
- プレヒストリックパーク（ナイジェル・マーヴェン）※ソフト版
- BONES（デュード〈デヴィッド・アラン・グリア〉）
- マーダーズ・イン・ビルディング（テディ〈ネイサン・レイン〉[100]）
- 名探偵ポワロ ※NHK版
  - 「コックを捜せ」（シンプソン）
  - 「ポワロのクリスマス」（アルフレッド）
  - 「エッジウェア卿の死」以降（アーサー・ヘイスティングズ大尉〈ヒュー・フレイザー〉〈二代目〉）
  - 富山敬が吹き替えを担当したエピソードで、カットされて吹き替えが行われなかった場面の追加吹き替えも担当。
- メントーズ（ブッチ・キャシディ〈ジョン・パイパー＝ファーガソン〉）
- ヤングライダーズ シーズン1 #15（タイラー・ダウィット〈ロジャー・リース〉）
- 愉快なシーバー家（ジェイソン・シーバー〈アラン・シック〉）
- ラスベガス（ポール・アンカ〈ポール・アンカ〉）
- ラバーン&シャーリー（フォンジー〈ヘンリー・ウィンクラー〉）

#### 人形劇（吹き替え）
- キャプテン・スカーレット
  - 無人機をストップ!（ロンドン空港管制官）
  - ホワイト大佐を守れ!（TVR17司令室）
- マペット放送局（カーミット）

#### アニメ
- アイス・エイジ（オスカー）
- アラジン（アクメッド王子）
  - アラジン ジャファーの逆襲（アビス・マル）
  - アラジンの大冒険（アビス・マル）
- インセクターズ（クレー少佐）
- X-MEN（ガンビット）※テレビ東京版
- おさるのジョージ（フリント）
- キャッツ&カンパニー（グランパ、リロイ）
- 恐竜大行進
- 時空冒険記ゼントリックス（コーイ博士）
- スポンジ・ボブ（ロイヤル大・帝王・サマサマ）※NHK教育テレビ版
- ダンボ ※1983年再公開版
- DCアニメイテッド・ユニバース（エドワード・ニグマ / リドラー）
  - バットマン
  - スーパーマン
- バルト 新たなる旅立ち（ボリス）
  - バルト 大空に向かって（ボリス）
- ピーターラビットとなかまたち（トッド）
- ビアンカの大冒険（バーナード）※ソフト版
- 101匹わんちゃん（ラブラドール）
- ピンクパンサー（ジョニー）
- ポカホンタス（ウィギンズ）
- 星つなぎのエリオ（テグメン大使[101]）
- ボス・ベイビー: ビジネスは赤ちゃんにおまかせ!（ボス・ベイビー）
- ムーラン（チ・フー）
- ライオン・キングのティモンとプンバァ（エド、グライド）

### ラジオ
- イカロスの誕生日
- 海賊モア船長の遍歴（バロン）
- 顔に降りかかる雨
- 最後の惑星
- 成層圏ファイター
- スターライト・だんでい（ボギー）
- ラジオ・キラー
- ラジオドラマ版『マカロニほうれん荘』（沖田そうじ）
- 歌謡ドラマ（NHK第一。番組レギュラーとして時々出演）
- メディアバルーン・ちょこっと！おしゃべり！安原義人の目指せ声優 ラジオ関西

### テレビドラマ
- 坊っちゃん（1970年）
- マドモアゼル通り 第19話「私だけの城」（1973年、YTV / 東宝）
- 伝七捕物帳 第1話「母恋い太鼓」（1973年、NTV / ユニオン映画）
- 大盗賊 第5話「用心棒で稼げ!」（1974年、CX / 国際放映）
- 太陽にほえろ!（NTV / 東宝）
  - 第198話「死ぬな、ジュン!」（1976年） - 城南署刑事
  - 第275話「迷路」（1977年） - 須藤（神原出版社員）
  - 第423話「心優しき戦士たち」（1980年） - 芸能ルポライター
  - 第676話「地図にない道」（1985年） - 宮田敬一
  - 太陽にほえろ!PART2 第4話「俺は殺された」（1986年） - 森下医師
- 気まぐれ本格派（1978年、NTV / ユニオン映画）
  - 第11話「三馬鹿三番叟」 - 刑事
  - 第32話「20億円は夢じゃー!」 - 金田一（小林探偵事務所所員）
- 熱中時代（NTV / ユニオン映画）
  - 先生編 第1シリーズ 第6話「熱中先生子連れ旅」（1978年） - 劇団「くもの巣」団員
  - 刑事編 第24話「女装刑事vs殺人鬼」（1979年） - 歌川令太
  - 先生編 第2シリーズ（1980年 - 1981年） - ロバート・山形
- 土曜グランド劇場（NTV）
  - オレの愛妻物語 第2話（1978年） - 運転手
  - キッド (テレビドラマ)（1981年） - 間戸公一
- ジャングル / NEWジャングル（1987年 - 1988年、NTV / 東宝） - 明石亀男警部補
- ドラマ24 / アオイホノオ 第4話（2014年、TX） - 青年の声

### 舞台
- 表裏源内蛙合戦（1970年）[12]
- 11ぴきのネコ（1971年、1973年） - にゃん八[102][12]
- みにくいあひるのこ（1976年） - マジス[103]
- サンシャイン・ボーイズ（1984年 - 1985年） - ベン・シルヴァーマン[104][105]
- 表裏源内蛙合戦（1992年） - 表の源内[106]
- ら抜きの殺意
- ラパン・アジールに来たピカソ
- 恋愛戯曲 - 寺田俊司
- イーストウィックの魔女たち
- 回転木馬
- 僕たちの好きだった革命
- 風と共に来たる
- 新進演劇人育成公演「父が燃える日」（2011年9月）
- 菊次郎とさき（2012年3月 - 5月） - 左弦三 役
- ヒストリーボーイズ（2014年8月29日 - 9月21日） - 校長 役
- プレミア音楽朗読劇「VOICARION スプーンの盾」（2023年、シアタークリエ） - タレーラン 役
- 平家物語 -胡蝶の被斬-（2025年、新国立劇場）[107]

### 人形劇
- こどもにんぎょう劇場
  - 「えすがたにょうぼう」（殿様）
  - 「王さまロボット」（王様、先生）
  - 「風のくれたおくりもの」
- ひげよさらば（ゴキゲンヨウ）
- ひょっこりひょうたん島（リメイク版）（アホウのホウ助33世、刑事、海賊トウヘンボク〈魔女リカの巻のみ〉）

### 特撮
- 仮面ライダーシリーズ
  - 仮面ライダーストロンガー（1975年、奇械人モーセンゴケの声、コウモリ奇械人の声、荒わし師団長の声）
  - 仮面ライダー (スカイライダー)（1980年、マダラカジンの声）

### ナレーション
- 虹色定期便（NHK教育） - オープニングナレーション
- ギョーテック（テレビ朝日）
- テレビようちえん

### その他コンテンツ
- ドラえもん&Fキャラオールスターズ 月面レースで大ピンチ!?（バードマン[108]）
- 東京ディズニーランド 魅惑のチキルーム（ジョニー）

### シリーズ一覧
1. ↑  第1期（1983年 - 1984年）、第2期（1984年 - 1985年）
2. ↑  第二期（2018年）、第三期（2020年）、第四期（2022年 - 2023年）